# DDR-Oberliga 1978/79 (Badminton)
Die DDR-Oberliga im Badminton war in der Saison 1978/79 die höchste Mannschaftsspielklasse der in der DDR Federball genannten Sportart. Es war die 20. Austragung dieser Mannschaftsmeisterschaft.

## Ergebnisse
Fortschritt Tröbitz – Einheit Greifswald 4:7
18. November 1978 Greifswald
Fortschritt Tröbitz – DHfK Leipzig 10:1
18. November 1978 Greifswald
Fortschritt Tröbitz – Lok HfV Dresden 7:4
19. November 1978 Greifswald
Fortschritt Tröbitz – Einheit Greifswald 5:6
16. Dezember 1978 Tröbitz
Fortschritt Tröbitz – Lok HfV Dresden 7:4
16. Dezember 1978 Tröbitz
Fortschritt Tröbitz – DHfK Leipzig 11:0
17. Dezember 1978 Tröbitz
Fortschritt Tröbitz – Einheit Greifswald 3:8
27. Januar 1979 Dresden
1. MX: Frank-Thomas Seyfarth / Christine Ober – Edgar Michalowski / Ilona Michalowsky 17:14 7:15 13:15
2. MX: Klaus Skobowsky / Carmen Ober – Erfried Michalowsky / Angela Michalowsky 5:15 9:15
1. HD: Joachim Schimpke / Roland Riese – Edgar Michalowski / Michael Franz 15:5 9:15 13:18
2. HD: Klaus Skobowsky / Frank-Thomas Seyfarth – Erfried Michalowsky / Uwe Kämmer 15:10 9:15 13:18
1. HE: Joachim Schimpke – Edgar Michalowski 4:15 15:9 14:18
2. HE: Roland Riese – Erfried Michalowsky 7:15 12:15
3. HE: Frank-Thomas Seyfarth – Michael Franz 15:10 15:13
4. HE: Klaus Skobowsky – Uwe Kämmer 15:3 15:9
1. DE: Christine Ober – Christine Zierath 8:11 1:11
2. DE: Carmen Ober – Ilona Michalowsky 11:7 6:11 12:11
1. DD: Christine Ober / Carmen Ober – Angela Michalowsky / Christine Zierath 11:15 14:17
Fortschritt Tröbitz – Lok HfV Dresden 5:6
27. Januar 1979 Dresden
1. MX: Joachim Schimpke / Christine Ober – Andreas Benz / Monika Cassens 6:15 6:15
2. MX: Klaus Skobowsky Carmen Ober – Claus Cassens / Angelika Neubert 15:12 7:15 16:18
1. HD: Joachim Schimpke / Roland Riese – Andreas Benz / Steffen Körbitz 15:10 15:2
2. HD: Klaus Skobowsky / Frank-Thomas Seyfarth – Claus Cassens / Joachim Völker 11:15 15:12 12:15
1. HE: Joachim Schimpke – Andreas Benz 13:18 15:7 17:15
2. HE: Roland Riese – Claus Cassens 15:5 9:15 15:7
3. HE: Frank-Thomas Seyfarth – Peter Uhlig 15:13 15:8
4. HE: Klaus Skobowsky – Joachim Völker 15:12 15:8
1. DE: Christine Ober – Monika Cassens 5:11 4:11
2. DE: Carmen Ober – Angelika Neubert 5:11 0:11
1. DD: Christine Ober / Carmen Ober – Monika Cassens / Angelika Neubert 5:15 0:15
Fortschritt Tröbitz – DHfK Leipzig 6:5
28. Januar 1979 Dresden
1. MX: Roland Riese / Christine Ober – Jürgen Richter / Rena Eckart 6:15 15:12 12:15
2. MX: Klaus Skobowsky / Carmen Ober – Volker Herbst / Christel Sommer 10:15 10:15
1. HD: Joachim Schimpke / Roland Riese – Jürgen Richter / Gerd Pigola 4:15 11:15
2. HD: Klaus Skobowsky / Harald Richter – Manfred Blauhut / Volker Herbst 3:15 1:15
1. HE: Joachim Schimpke – Jürgen Richter 12:15 17:14 15:12
2. HE: Roland Riese – Manfred Blauhut 15:7 15:9
3. HE: Klaus Skobowsky – Volker Herbst 11:15 15:3 15:1
4. HE: Harald Richter – Matthias Röder 10:15 15:8 12:15
1. DE: Christine Ober – Christel Sommer 11:4 4:11 11:8
2. DE: Carmen Ober – Rena Eckart 11:3 11:4
1. DD: Christine Ober / Carmen Ober – Christel Sommer / Beate Müller 13:15 15:5 15:5
Fortschritt Tröbitz – DHfK Leipzig 8:3
1979 Leipzig
1. MX: Joachim Schimpke / Christine Ober – Jürgen Richter / Birgit Harder 15:5 6:15 16:18
2. MX: Roland Riese / Carmen Ober – Volker Herbst / Christel Sommer 15:13 12:15 9:15
1. HD: Joachim Schimpke / Roland Riese – Jürgen Richter / Gerd Pigola 15:0 15:0
2. HD: Klaus Skobowsky / Frank-Thomas Seyfarth – Volker Herbst / Matthias Röder 15:14 15:0
1. HE: Joachim Schimpke – Jürgen Richter 18:16 16:17 15:9
2. HE: Roland Riese – Gerd Pigola 15:6 15:5
3. HE: Frank-Thomas Seyfarth – Manfred Blauhut 7:15 12:15
4. HE: Klaus Skobowsky – Volker Herbst 10:15 15:10 15:6
1. DE: Christine Ober – Christel Sommer 12:11 11:4
2. DE: Carmen Ober – Birgit Harder 11:3 11:3
1. DD: Christine Ober / Carmen Ober – Christel Sommer / Birgit Harder 15:0 15:0
Fortschritt Tröbitz – Einheit Greifswald 5:6
1979 Leipzig
1. MX: Roland Riese / Christine Ober – Edgar Michalowski / Angela Michalowsky 13:15 13:15
2. MX: Klaus Skobowsky / Carmen Ober – Erfried Michalowsky / Christine Zierath 11:15 15:17
1. HD: Joachim Schimpke / Harald Richter – Erfried Michalowsky / Edgar Michalowski 15:0 15:0
2. HD: Klaus Skobowsky / Roland Riese – Michael Franz / Thomas Greeck 15:0 15:0
1. HE: Joachim Schimpke – Edgar Michalowski 2:15 15:4 11:15
2. HE: Roland Riese – Erfried Michalowsky 12:15 9:15
3. HE: Klaus Skobowsky – Michael Franz 18:16 15:5
4. HE: Harald Richter – Thomas Greeck 15:6 15:7
1. DE: Christine Ober – Christine Zierath 7:11 6:11
2. DE: Carmen Ober – Ilona Michalowsky 7:11 0:11
1. DD: Christine Ober / Carmen Ober – Angela Michalowsky / Ilona Michalowsky 15:0 15:0
Fortschritt Tröbitz – Lok HfV Dresden 6:5
1979 Leipzig
1. MX: Roland Riese / Carmen Ober – Andreas Benz / Monika Cassens 7:15 9:15
2. MX: Frank-Thomas Seyfarth / Christine Ober – Claus Cassens / Angelika Neubert 6:15 15:12 15:9
1. HD: Joachim Schimpke / Harald Richter – Andreas Benz / Steffen Körbitz 15:8 15:10
2. HD: Roland Riese / Frank-Thomas Seyfarth – Claus Cassens / Joachim Völker 0:15 0:15
1. HE: Joachim Schimpke – Andreas Benz 12:15 15:3 15:6
2. HE: Roland Riese – Claus Cassens 10:15 15:7 15:12
3. HE: Frank-Thomas Seyfarth – Peter Uhlig 15:1 13:15 15:2
4. HE: Harald Richter – Joachim Völker 10:15 15:8 18:13
1. DE: Christine Ober – Monika Cassens 0:11 0:11
2. DE: Carmen Ober – Angelika Neubert 11:7 6:11 9:11
1. DD: Christine Ober / Carmen Ober – Monika Cassens / Angelika Neubert 7:15 11:15

## Endstand
| Platz | Mannschaft |
| ----- | --- |
| 1.    | Einheit Greifswald (Erfried Michalowsky, Edgar Michalowski, Uwe Kämmer, Thomas Greeck, Jürgen Brösel, Christine Zierath, Angela Michalowski, Ilona Michalowsky) |
| 2.    | Fortschritt Tröbitz (Frank-Thomas Seyfarth, Joachim Schimpke, Roland Riese, Klaus Skobowsky, Harald Richter, Christine Ober, Carmen Ober)                       |
| 3.    | HSG DHfK Leipzig (Jürgen Richter, Gerd Pigola, Volker Herbst, Matthias Röder, Manfred Blauhut, Christel Sommer, Beate Herbst, Rena Eckart, Birgit Harder)       |
| 4.    | HSG Lok HfV Dresden (Claus Cassens, Joachim Völker, Peter Uhlig, Andreas Benz, Steffen Körbitz, Monika Cassens, Angelika Neubert)                               |